# Gare d'Offagne
La gare d'Offagne est une ancienne halte ferroviaire belge de la ligne 166, de Dinant à Bertrix, située à Offagne, section de la commune de Paliseul, dans la province de Luxembourg, en Région wallonne.
Mise en service en 1880, elle ferme en 1984.

## Situation ferroviaire
Établie à 411 m d’altitude, la gare d'Offagne était située au point kilométrique (PK) 63,0 de la ligne 166, de Dinant à Bertrix, entre les points d'arrêts de Nollevaux et Glaumont.

## Histoire
Le point d'arrêt d'Offagne, dépendant de la gare de Paliseul, est mis en service le 15 septembre 1883 par l’Administration des chemins de fer de l’État belge sur la section de Bertrix à Gedinne du chemin de fer d’Athus à la Meuse. La ligne, alors interrompue sur près de 80 kmentre Gedinne et Mettet, est parcourable sur toute sa longueur à partir de l'automne 1899.
Le point d'arrêt d'Offagne devient une halte en 1887. Elle est pourvue d'un bâtiment des recettes du plan type alors en vigueur pour les haltes à la fin des années 1880. Il s'agit du seul exemple de bâtiment de ce type sur l'Athus-Meuse.
Constitué d'un corps de logis, plus large que le reste du bâtiment, comptant deux travées à l'origine encadré par deux ailes basses, il est agrandi à l'instar des autres bâtiments de cette famille. Dans sa configuration définitive, les trois travées de l'aile principale ont été surhaussées pour agrandir le logement de fonction et les deux ailes basses existantes ont été doublées par de nouvelles constructions, dont une aile gauche avec six travées.
Offagne ferme aux voyageurs le 3 juin 1984. La date de destruction du bâtiment, dont rien ne subsiste, n'est pas connue et peut avoir survenu avant la fin des dessertes de l'arrêt.